# Танеев, Александр Сергеевич (1785)
Александр Сергеевич Тане́ев (1785—1866) — русский государственный деятель, действительный тайный советник (19.04.1853), статс-секретарь (02.11.1831), сенатор (01.01.1840), член Государственного совета (01.01.1850), почётный член Императорской Российской академии (29.10.1838).

## Биография
Происходил из дворянского рода Танеевых. Родился 18 (29) декабря 1785 года — сын Сергея Михайловича (1749—1825) и Екатерины Николаевны (1762—1833) Танеевых.
Получил домашнее образование, а затем учился в разных пансионах. Начав службу гвардии подпоручиком, в 1800 году перешёл в Императорский кабинет. В 1808—1810 годы — переводчик департамента Министерства военно-сухопутных сил, секретарь военного министра графа А. А. Аракчеева. Когда в 1812 году была учреждена императорская канцелярия, Танеев был переведён туда; в 1812—1814 годах состоял при Главной квартире действующей армии; был в свите императора Александра I, сопровождал его в поездках в Карлсруэ, Брюссель и Лондон. В 1814 году присутствовал на Венском конгрессе, находясь при статс-секретаре В. Р. Марченко, а в 1818 году на Аахенском конгрессе состоял при императоре Александре I. С 1820 года был помощником статс-секретаря Департамента военных дел Государственного совета. 

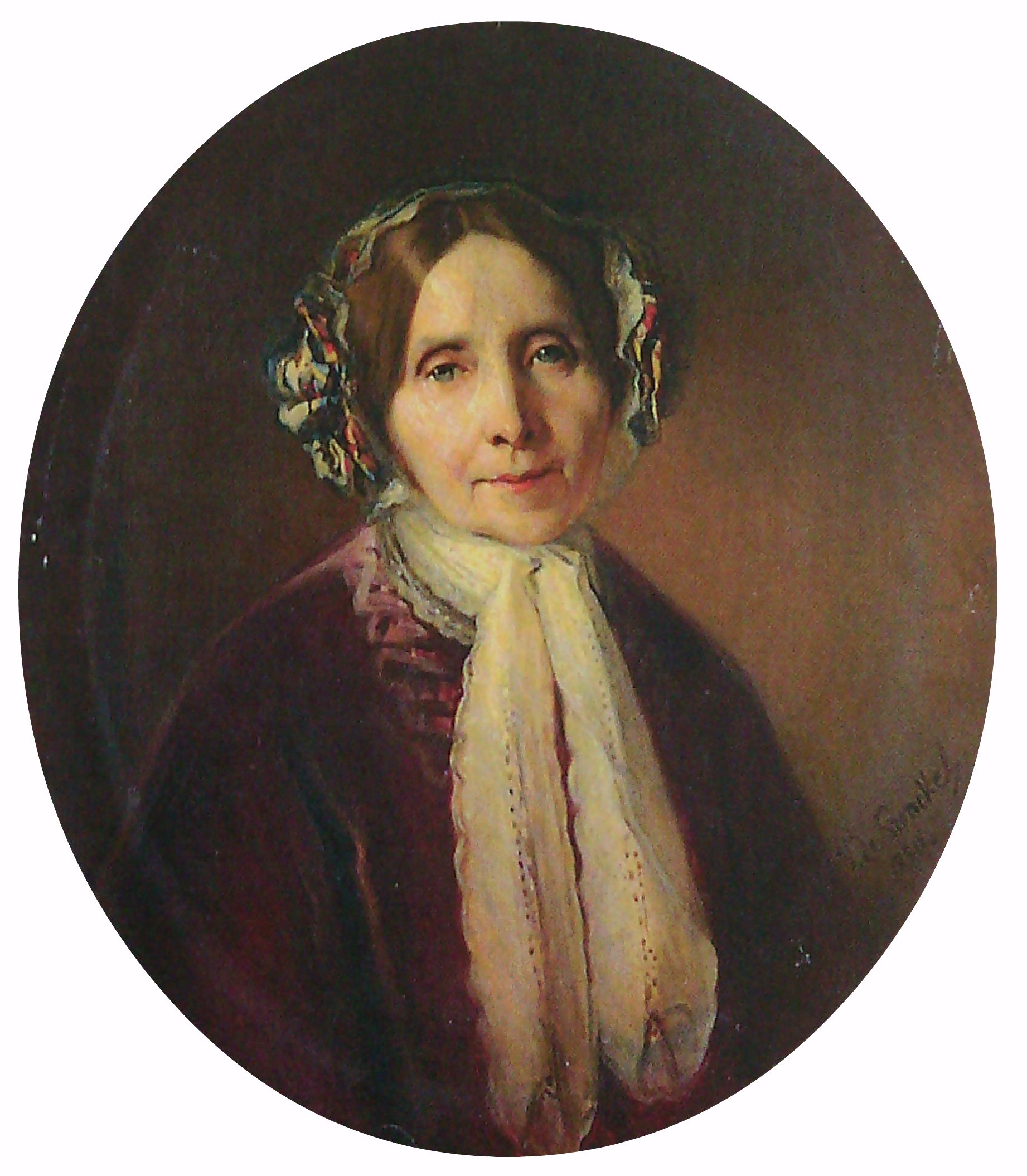
Мария Васильевна Танеева

Во время пребывания императора Николая I в действующей армии в ходе русско-турецкой войны 1828—1829 годов, находился при императоре по делам императорской канцелярии.
В ноябре 1831 года был пожалован в статс-секретари Е. И. В. и назначен управляющим 1-м отделением Собственной канцелярии; занимал эту должность около 35 лет, до конца жизни. С 1839 года состоял членом Комитета по крестьянским делам.
Был назначен сенатором 1 января 1840 года.
В 1846 году ему было поручено составить проект образования Инспекторского департамента, в который он и был назначен главноуправляющим; и, одновременно, председателем Особого комитета по вопросу об удалении со службы неблагонадежных чиновников.
С 1850 года он — член Государственного совета. Удостоен ряда высших российских орденов, до ордена Святого Владимира 1-й степени включительно.
Скончался в Царском Селе от гангрены 17 (29) июля 1866 года на 81-м году жизни; похоронен рядом с женой на Тихвинском кладбище Александро-Невской лавры.

## Награды
- Орден Святого Владимира 4-й степени (14.09.1812)
- Орден Святой Анны 2-й степени (26.04.1819)
- Алмазные знаки к ордену Святой Анны 2-й степени (30.08.1823)
- Орден Святого Владимира 3-й степени (22.08.1826)
- Бриллиантовый перстень с вензелем Его Императорского Величества (06.12.1827)
- Орден Святой Анны 1-й степени (13.04.1829)
- Орден Святого Станислава 1-й степени (09.06.1829)
- Орден Святого Владимира 2-й степени (01.04.1833)
- Орден Белого орла (17.04.1837)
- Орден Святого Александра Невского (25.03.1839)
- Бриллиантовые знаки к ордену Святого Александра Невского (18.04.1842)
- Орден Святого Владимира 1-й степени (01.07.1847)
- Бриллиантовый перстень с портретом Его Императорского Величества (26.08.1856)
- Золотая табакерка с алмазами и портретами императоров Александра I, Николая I и Александра II при Высочайшем рескрипте (26.08.1862)
- Знак отличия беспорочной службы за XXX лет (22.08.1834)
- Знак отличия беспорочной службы за XXXV лет (22.08.1839)
- Знак отличия беспорочной службы за XL лет (22.08.1843)
- Знак отличия беспорочной службы за XLV лет (22.08.1848)

## Семья
Был женат на дочери статского советника Василия Климовича Ханыкова (1729—1808), Марии Васильевне (16.02.1786—18.10.1850). Их дети:
- Екатерина (1819—1908), замужем за генерал-майором Петром Николаевичем Дириным (ум. 1905).
- Сергей (1821—1889); также как и отец — действительный тайный советник, статс-секретарь и член Государственного совета.